# Дискография Дайон Уорвик
Дискография американской певицы Дайон Уорвик включает в себя тридцать восемь студийных альбомов, пять концертных альбомов, двадцать два сборника и восемьдесят пять синглов.
Первый студийный альбом Presenting Dionne Warwick певица выпустила в 1963 году, он не попал в чарты, однако сингл «Don’t Make Me Over» добрался до первой пятёрки чарта Hot R&B Songs. Данным альбомом Дайон начала своё сотрудничество с авторами Бертом Бакараком и Хэлом Дэвидом, которые продюсировали самые успешные её альбомы и песни следующее десятилетие. До 1970 года певица находилась на лейбле Scepter Records, за это время она выпустила 14 студийных альбомов, практически все они вошли в топ-10 чарта Hot R&B LPs. С 1972 года певица перешла на Warner Bros. Records, однако внимание к певице практически пропало, последний выпущенный на лейбле альбом Love at First Sight вообще не попал в чарты. Новый виток популярности певицы пришёл в 1979 году с присоединением к лейблу Arista Records и альбомом Dionne 1979 года. Супер-хит «Heartbreaker» покорил чарты Европы, альбом также стал одним из самых популярных релизов певицы в карьере. В 1985 году певица выпустила сингл «Friends», который занял первое место в чарте Billboard Hot 100. В 1994 году Дайон выпустила альбом Aquarela do Brasil, ставший последним сотрудничеством с Arista Records. С 1996 года певица продолжает выпускать альбомы на разных лейблах.

## Альбомы

### Студийные альбомы
| Presenting Dionne Warwick                                                          | - Выпущен: 10 февраля 1963 - Лейбл: Scepter Records - Формат: LP, 8-Trk                    | —   | —  | —  | —  | —  | —  | — | —  | —  | 14 |                                                   |
| Anyone Who Had a Heart                                                             | - Выпущен: февраль 1964 - Лейбл: Scepter Records - Формат: LP, 8-Trk                       | —   | —  | —  | —  | —  | —  | — | —  | —  | —  |                                                   |
| Make Way for Dionne Warwick                                                        | - Выпущен: 31 августа 1964 - Лейбл: Scepter Records - Формат: LP, 8-Trk                    | 68  | 10 | —  | —  | —  | —  | — | —  | —  | —  |                                                   |
| The Sensitive Sound of Dionne Warwick                                              | - Выпущен: 15 февраля 1965 - Лейбл: Scepter Records - Формат: LP, 8-Trk                    | 107 | —  | —  | —  | —  | —  | — | —  | —  | —  |                                                   |
| Here I Am                                                                          | - Выпущен: 21 декабря 1965 - Лейбл: Scepter Records - Формат: LP, 8-Trk                    | 45  | 3  | —  | —  | —  | —  | — | —  | —  | —  |                                                   |
| Here Where There Is Love                                                           | - Выпущен: 4 декабря 1966 - Лейбл: Scepter Records - Формат: LP, 8-Trk                     | 18  | 1  | —  | —  | —  | —  | — | —  | —  | 39 | - RIAA: Золотой                                   |
| On Stage and in the Movies                                                         | - Выпущен: 14 мая 1967 - Лейбл: Scepter Records - Формат: LP, 4-Trk                        | 169 | 11 | —  | —  | —  | —  | — | —  | —  | —  |                                                   |
| The Windows of the World                                                           | - Выпущен: 31 августа 1967 - Лейбл: Scepter Records - Формат: LP, 8-Trk, 4-Trk             | 22  | 11 | —  | —  | —  | —  | — | —  | —  | —  |                                                   |
| Dionne Warwick in Valley of the Dolls                                              | - Выпущен: 23 марта 1968 - Лейбл: Scepter Records - Формат: LP, 8-Trk                      | 6   | 2  | —  | —  | —  | —  | — | —  | —  | 10 | - RIAA: Золотой                                   |
| The Magic of Believing                                                             | - Выпущен: июль 1968 - Лейбл: Scepter Records - Формат: LP, 8-Trk                          | —   | 49 | —  | —  | —  | —  | — | —  | —  | —  |                                                   |
| Promises, Promises                                                                 | - Выпущен: ноябрь 1968 - Лейбл: Scepter Records - Формат: LP, 8-Trk                        | 18  | 7  | —  | —  | 15 | —  | — | —  | —  | —  |                                                   |
| Soulful                                                                            | - Выпущен: прель 1969 - Лейбл: Scepter Records - Формат: LP, 8-Trk, кассета                | 11  | 2  | —  | —  | 17 | —  | — | 17 | —  | —  |                                                   |
| I’ll Never Fall in Love Again                                                      | - Выпущен: 27 апреля 1970 - Лейбл: Scepter Records - Формат: LP, 8-Trk                     | 23  | 7  | 13 | —  | 17 | —  | — | 9  | —  | —  |                                                   |
| Very Dionne                                                                        | - Выпущен: декабрь 1970 - Лейбл: Scepter Records - Формат: LP, 8-Trk                       | 37  | 8  | —  | —  | 35 | —  | — | 14 | —  | —  |                                                   |
| Dionne                                                                             | - Выпущен: январь 1972 - Лейбл: Warner Bros. Records - Формат: LP, 8-Trk, кассета          | 54  | 22 | —  | —  | —  | —  | — | —  | —  | —  |                                                   |
| Just Being Myself                                                                  | - Выпущен: февраль 1973 - Лейбл: Warner Bros. Records - Формат: LP, кассета                | 178 | —  | —  | —  | —  | —  | — | —  | —  | —  |                                                   |
| Then Came You                                                                      | - Выпущен: февраль 1975 - Лейбл: Warner Bros. Records - Формат: LP, 8-Trk, кассета         | 167 | 35 | —  | —  | —  | —  | — | —  | —  | —  |                                                   |
| Track of the Cat                                                                   | - Выпущен: ноябрь 1975 - Лейбл: Warner Bros. Records - Формат: LP, 8-Trk, кассета          | 137 | 15 | —  | —  | —  | —  | — | —  | —  | —  |                                                   |
| Love at First Sight                                                                | - Выпущен: 1977 - Лейбл: Warner Bros. Records - Формат: LP                                 | —   | —  | —  | —  | —  | —  | — | —  | —  | —  |                                                   |
| Dionne                                                                             | - Выпущен: май 1979 - Лейбл: Arista Records - Формат: LP, 8-Trk, кассета                   | 12  | 10 | 35 | —  | 30 | —  | — | —  | —  | —  | - RIAA: Платиновый                                |
| No Night So Long                                                                   | - Выпущен: 18 июля 1980 - Лейбл: Arista Records - Формат: LP, 8-Trk, кассета               | 23  | 22 | 98 | —  | 73 | —  | — | —  | —  | —  |                                                   |
| Friends in Love                                                                    | - Выпущен: 14 апреля 1982 - Лейбл: Arista Records - Формат: LP, кассета                    | 83  | 33 | 72 | —  | —  | —  | — | —  | —  | —  |                                                   |
| Heartbreaker                                                                       | - Выпущен: 28 сентября 1982 - Лейбл: Arista Records - Формат: LP, 8-Trk, кассета           | 25  | 13 | 14 | 10 | —  | 18 | 5 | 1  | 2  | 3  | - RIAA: Золотой - BPI: Платиновый - NVPI: Золотой |
| How Many Times Can We Say Goodbye                                                  | - Выпущен: 29 сентября 1983 - Лейбл: Arista Records - Формат: LP, кассета                  | 57  | 19 | —  | —  | —  | —  | — | —  | 46 | 60 |                                                   |
| Finder of Lost Loves                                                               | - Выпущен: 24 января 1985 - Лейбл: Arista Records - Формат: LP, CD, 8-Trk, кассета         | 150 | 50 | —  | —  | —  | —  | — | —  | —  | 86 |                                                   |
| Friends                                                                            | - Выпущен: 25 ноября 1985 - Лейбл: Arista Records - Формат: LP, CD, 8-Trk, кассета         | 12  | 8  | 29 | —  | 16 | —  | — | 20 | 33 | —  | - RIAA: Золотой - MC: Золотой                     |
| Reservations for Two                                                               | - Выпущен: 30 июля 1987 - Лейбл: Arista Records - Формат: LP, CD, кассета                  | 56  | 32 | —  | —  | 87 | —  | — | —  | 14 | —  |                                                   |
| Dionne Warwick Sings Cole Porter                                                   | - Выпущен: июль 1990 - Лейбл: Arista Records - Формат: LP, CD, кассета                     | 155 | —  | —  | —  | —  | —  | — | —  | —  | —  |                                                   |
| Friends Can Be Lovers                                                              | - Выпущен: 20 января 1993 - Лейбл: Arista Records - Формат: CD, кассета                    | —   | 85 | —  | —  | —  | —  | — | —  | —  | —  |                                                   |
| Aquarela do Brasil                                                                 | - Выпущен: октябрь 1995 - Лейбл: Arista Records - Формат: CD, кассета                      | —   | —  | —  | —  | —  | —  | — | —  | —  | —  |                                                   |
| Dionne Sings Dionne                                                                | - Выпущен: 1998 - Лейбл: River North Records - Формат: CD, кассета                         | —   | —  | —  | —  | —  | —  | — | —  | —  | —  |                                                   |
| Dionne Sings Dionne, Vol. 2                                                        | - Выпущен: 2000 - Лейбл: River North Records - Формат: CD, кассета                         | —   | —  | —  | —  | —  | —  | — | —  | —  | —  |                                                   |
| My Favorite Time of the Year                                                       | - Выпущен: 2004 - Лейбл: DMI Records - Формат: CD                                          | —   | —  | —  | —  | —  | —  | — | —  | —  | —  |                                                   |
| My Friends & Me                                                                    | - Выпущен: 3 ноября 2006 - Лейбл: Concord Records - Формат: CD                             | —   | 66 | —  | —  | —  | —  | — | —  | —  | —  |                                                   |
| Why We Sing                                                                        | - Выпущен: 1 апреля 2008 - Лейбл: Rhino Records - Формат: CD                               | —   | —  | —  | —  | —  | —  | — | —  | —  | —  |                                                   |
| Only Trust Your Heart                                                              | - Выпущен: 15 марта 2011 - Лейбл: MPCA Records - Формат: CD                                | —   | —  | —  | —  | —  | —  | — | —  | —  | —  |                                                   |
| Now                                                                                | - Выпущен: 22 октября 2012 - Лейбл: H&I Music Productions - Формат: CD, цифровая загрузка  | —   | —  | —  | —  | —  | —  | — | —  | —  | 57 |                                                   |
| Feels So Good                                                                      | - Выпущен: 27 октября 2014 - Лейбл: Bright Music Records ? - Формат: CD, цифровая загрузка | —   | —  | —  | —  | —  | —  | — | —  | —  | —  |                                                   |
| She’s Back                                                                         | - Выпущен: 17 мая 2019 - Лейбл: eOne Music - Формат: CD, цифровая загрузка                 | —   | —  | —  | —  | —  | —  | — | —  | —  | —  |                                                   |
| Dionne Warwick & The Voices Of Christmas                                           | - Выпущен: 18 октября 2019 - Лейбл: Kind Music Group - Формат: CD, цифровая загрузка       | —   | —  | —  | —  | —  | —  | — | —  | —  | —  |                                                   |
| Символ «—» означает, что альбом не попал в чарт или не выпускался в данной стране. |                                                                                            |     |    |    |    |    |    |   |    |    |    |                                                   |

### Концертные альбомы
| Dionne Warwick in Paris                                                            | - Выпущен: 14 апреля 1966 - Лейбл: Scepter Records - Формат: LP                 | 76 | 3  | —  | —  | — | —  | — | —  | —  |                    |
| The Dionne Warwicke Story: A Decade of Gold                                        | - Выпущен: 1971 - Лейбл: Scepter Records - Формат: 2xLP                         | 48 | 16 | —  | —  | — | 39 | — | —  | —  | - RIAA: Золотой    |
| A Man and a Woman (совместно с Айзеком Хейзом)                                     | - Выпущен: 1977 - Лейбл: ABC Records - Формат: 2xLP                             | 49 | 20 | —  | 66 | — | 71 | — | —  | —  |                    |
| Hot! Live and Otherwise                                                            | - Выпущен: 20 мая 1981 - Лейбл: Arista Records - Формат: 2xLP, 2x8-Trk, кассета | 72 | 35 | —  | —  | — | —  | — | —  | —  |                    |
| Christmas in Vienna II (совместно с Пласидо Доминго)                               | - Выпущен: декабрь 1994 - Лейбл: Sony Classical - Формат: CD, LP, кассета       | —  | —  | 15 | —  | 7 | —  | 5 | 29 | 15 | - NVPI: Платиновый |
| Символ «—» означает, что альбом не попал в чарт или не выпускался в данной стране. |                                                                                 |    |    |    |    |   |    |   |    |    |                    |

### Сборники
| Название                                                                           | Детали                                                                        | Наивысшая позиция в чартах | Наивысшая позиция в чартах | Наивысшая позиция в чартах | Наивысшая позиция в чартах | Наивысшая позиция в чартах | Наивысшая позиция в чартах | Сертификации      |
| Название                                                                           | Детали                                                                        | USA 200                    | USA R&B                    | AUS                        | CAN                        | NZ                         | UK                         | Сертификации      |
| ---------------------------------------------------------------------------------- | ----------------------------------------------------------------------------- | -------------------------- | -------------------------- | -------------------------- | -------------------------- | -------------------------- | -------------------------- | ----------------- |
| The Best of Dionne Warwick                                                         | - Выпущен: 1966 - Лейбл: Pye Records - Формат: LP                             | —                          | —                          | —                          | —                          | —                          | 8                          |                   |
| Dionne Warwick’s Golden Hits, Pt. 1                                                | - Выпущен: 1968 - Лейбл: Scepter Records - Формат: LP, 4-Trk                  | 10                         | 3                          | —                          | —                          | —                          | —                          | - RIAA: Золотой   |
| Dionne Warwick’s Greatest Motion Picture Hits                                      | - Выпущен: 1969 - Лейбл: Scepter Records - Формат: LP, 8-Trk                  | 31                         | 10                         | —                          | 15                         | —                          | —                          |                   |
| Dionne Warwick’s Golden Hits, Pt. 2                                                | - Выпущен: 1969 - Лейбл: Scepter Records - Формат: LP, 8-Trk                  | 28                         | 9                          | —                          | 33                         | —                          | —                          |                   |
| The Greatest Hits of Dionne Warwick, Vol. 1                                        | - Выпущен: 1970 - Лейбл: Wand Records - Формат: LP, 8-Trk, кассета            | —                          | —                          | —                          | —                          | —                          | 31                         |                   |
| The Greatest Hits of Dionne Warwick, Vol. 2                                        | - Выпущен: 1970 - Лейбл: Wand Records - Формат: LP, 8-Trk, кассета            | —                          | —                          | 5                          | —                          | —                          | 25                         | - BPI: Серебряный |
| Go With Love (Dionne Warwick Sings The Songs Of Burt Bacharach And Hal David)      | - Выпущен: 1970 - Лейбл: Scepter Records - Формат: 2хLP, 8-Trk, Reel, кассета | —                          | —                          | —                          | —                          | —                          | —                          |                   |
| From Within                                                                        | - Выпущен: апрель 1972 - Лейбл: Scepter Records - Формат: 2xLP                | 169                        | —                          | —                          | —                          | —                          | —                          |                   |
| The Dionne Warwick Collection                                                      | - Выпущен: 1976 - Лейбл: Pickwick Records - Формат: 2xLP                      | —                          | —                          | —                          | —                          | —                          | —                          | - BPI: Серебряный |
| Forever Gold                                                                       | - Выпущен: 1976 - Лейбл: Scepter Records - Формат: 2xLP                       | —                          | —                          | —                          | —                          | —                          | —                          |                   |
| Only Love Can Break a Heart                                                        | - Выпущен: июль 1977 - Лейбл: Musicor Records - Формат: LP                    | 188                        | —                          | —                          | —                          | —                          | —                          |                   |
| 20 Greatest Hits                                                                   | - Выпущен: 1982 - Лейбл: J&B Records - Формат: LP                             | —                          | —                          | 15                         | —                          | —                          | —                          |                   |
| The Collection                                                                     | - Выпущен: 1983 - Лейбл: Arista Records - Формат: 2xLP                        | —                          | —                          | —                          | —                          | —                          | 11                         | - BPI: Золотой    |
| The Love Songs                                                                     | - Выпущен: 1989 - Лейбл: Arista Records - Формат: CD, LP, кассета             | —                          | —                          | —                          | —                          | —                          | 6                          | - BPI: Серебряный |
| The Dionne Warwick Collection: Her All-Time Greatest Hits                          | - Выпущен: 1989 - Лейбл: Rhino Records - Формат: CD, LP, кассета              | —                          | —                          | —                          | —                          | —                          | —                          |                   |
| Greatest Hits: 1979–1990                                                           | - Выпущен: 1989 - Лейбл: Arista Records - Формат: CD, LP, кассета             | —                          | —                          | —                          | —                          | —                          | —                          |                   |
| Hidden Gems                                                                        | - Выпущен: 1992 - Лейбл: Rhino Records - Формат: CD                           | —                          | —                          | —                          | —                          | —                          | —                          |                   |
| Dionne Warwick Sings the Bacharach & David Songbook                                | - Выпущен: 1994 - Лейбл: Music Club - Формат: CD                              | —                          | —                          | —                          | —                          | —                          | —                          | - BPI: Золотой    |
| The Essential Collection                                                           | - Выпущен: 1996 - Лейбл: BMG Entertainment - Формат: 2xCD                     | —                          | —                          | —                          | —                          | —                          | 58                         | - BPI: Серебряный |
| The Definitive Collection                                                          | - Выпущен: 1999 - Лейбл: Arista Records - Формат: CD                          | —                          | —                          | —                          | —                          | —                          | —                          |                   |
| The Very Best of Dionne Warwick                                                    | - Выпущен: 2000 - Лейбл: Rhino Records - Формат: CD                           | —                          | —                          | —                          | —                          | —                          | —                          |                   |
| Heartbreaker — The Very Best of Dionne Warwick                                     | - Выпущен: август 2002 - Лейбл: WEA - Формат: CD                              | —                          | —                          | —                          | —                          | —                          | 32                         | - BPI: Серебряный |
| Walk On By: The Very Best of Dionne Warwick                                        | - Выпущен: май 2006 - Лейбл: Sony BMG - Формат: CD                            | —                          | —                          | —                          | —                          | —                          | 72                         |                   |
| The Love Collection                                                                | - Выпущен: 25 марта 2008 - Лейбл: Sony BMG - Формат: CD                       | —                          | —                          | 26                         | —                          | 11                         | 27                         |                   |
| Символ «—» означает, что альбом не попал в чарт или не выпускался в данной стране. |                                                                               |                            |                            |                            |                            |                            |                            |                   |